# گالینا سیریبریاکووا
گالینا یوسیفوونا سیریبریاکووا (روسی: Галина Иосифовна Серебрякова؛ ۲۰ دسامبر [سبک قدیمی: ۷ دسامبر] ۱۹۰۵ – ۳۰ ژوئن ۱۹۸۰) نویسنده، فیلم‌نامه‌نویس و روزنامه‌نگار اهل اتحاد جماهیر شوروی سوسیالیستی و یکی از بازماندگان گولاگ بود. 
همسر و پدر او که از حامیان لئون تروتسکی (پس از درگذشت لنین) بودند، در جریان پاکسازی بزرگ در سال ۱۹۳۶ دستگیر شدند و خودش نیز تا مدت‌ها تحت آزار و اذیت کمیساریای خلق در امور داخلی بود. کمی بعد در سال ۱۹۳۷، او را به همراه دو دختر و مادرش به سمیپالاتینسک تبعید کردند و پس از دستگیری در سال ۱۹۳۷ و محاکمه در سال ۱۹۳۹، به مدت ۸ سال در گولاگ زندانی کردند. وی در سال ۱۹۴۵ آزاد شد و به طراز در قزاقستان رفت؛ اما مجدداً در مه ۱۹۴۹ دستگیر و به ۱۰ سال حبس در گولاگ محکوم شد.
از فیلم‌هایی که وی در آن‌ها نقش داشته‌است، می‌توان به سالی به درازای زندگی (۱۹۶۵) اشاره نمود که بر پایهٔ رمانی به همین نام، اثر او ساخته شد.
وی همچنین برندهٔ جوایزی همچون نشان پرچم سرخ کار شده‌است.